# Süddeutsche Zeitung
Süddeutsche Zeitung (viết tắt SZ, có nghĩa báo Nam Đức), có trung ương và được phát hành ở München, là tờ báo hàng ngày có số đặt mua báo dài hạn nhiều nhất nước Đức.

## Lịch sử
Vào ngày 6 tháng 10 năm 1945, 5 tháng sau ngày chấm dứt chiến tranh thế giới thứ hai tại Đức, SZ là tờ báo đầu tiên được cấp giấy phép bởi cơ quan hành chính của quân đội Mỹ tại Bayern, miền Nam nước Đức. Ấn bản đầu tiên được phát hành cùng ngày vào buổi tối hôm đó. Bài viết đầu tiên bắt đầu với:
| “ | Lần đầu tiên kể từ khi chế độ khủng bố nâu sụp đổ, một tờ báo được điều hành bởi người Đức được phát hành ở München. Nó giới hạn bởi sự cần thiết về chính trị trong thời đại của chúng ta, nhưng nó không bị kiểm duyệt, hay bị bịt miệng bởi sự kiềm chế lương tâm. | ” |

Trang đầu của ấn bản đầu tiên có thể đọc được ở đây (PDF).
Một giảm sút lớn trong doanh thu quảng cáo trong những năm đầu 2000 nghiêm trọng đến nỗi nó đưa tờ báo đến bờ vực phá sản vào tháng 10 năm 2002. Süddeutsche sống sót nhờ một đầu tư 150 triệu € bởi một cổ đông mới, một chuỗi báo khu vực gọi là Südwestdeutsche Medien. Trong khoảng thời gian ba năm, tờ báo đã phải giảm số nhân viên của mình, từ 425 xuống còn 307, đóng cửa một phiên bản khu vực tại Düsseldorf, và loại bớt một phần dành cho tin tức từ thủ đô Berlin.
Vào mùa xuân năm 2004, SZ đưa ra Süddeutsche Bibliothek (thư viện). Mỗi tuần, một trong 50 tiểu thuyết nổi tiếng của thế kỷ 20 đã được in ra với bìa cứng có thể mua được tại các tiệm sách. Sau đó một loạt 50 phim gây nhiều ảnh hưởng nhất được phát hành bằng DVD. Vào cuối năm 2004 báo hàng ngày cũng đưa ra một tạp chí khoa học phổ biến, SZ Wissen. Vào cuối năm 2005, một loạt các cuốn sách cho trẻ em cũng có phiên bản đặc biệt.
Đầu năm 2015, tờ báo nhận được 2.6-terabyte dữ liệu từ một ngưồn nặc danh. Dữ liệu này gồm những tài liệu mật của một công ty luật mà quản lý các công ty vỏ bọc. Tờ báo đã cùng với Liên đoàn nhà báo điều tra quốc tế xem xét các dữ liệu này trên một năm trời đưa đến Tài liệu Panama mà được công bố vào ngày 3 tháng 4 năm 2016.

## Khuynh hướng
Báo này được khoảng 1,1 triệu người đọc hàng ngày trên toàn nước Đức và tự hào có một lượng lưu hành tương đối cao ở nước ngoài. Lập trường biên tập của tờ báo là tự do và nói chung là trung tả, khiến một số người nói đùa rằng SZ là phe đối lập duy nhất ở bang Bavaria, đã được trị vì bởi đảng bảo thủ Liên minh Xã hội Kitô giáo Bayern gần như liên tục kể từ năm 1949. Trong cuộc bầu cử tiểu bang năm 2013 tờ báo đã ủng hộ đảng SPD.

## chú thích
1. ↑  News Der Spiegel.
2. ↑  Georg Hellack (1992). "Press, Radio and Television in the Federal Republic of Germany" (Report). Inter Nationes. Truy cập ngày 3 tháng 4 năm 2015.
3. ↑  "Media Landscape Media Claims" (PDF). European Social Survey. tháng 5 năm 2014. Bản gốc (PDF) lưu trữ ngày 16 tháng 8 năm 2014. Truy cập ngày 12 tháng 1 năm 2015.
4. ↑  Sigurd Hess (2009). "German Intelligence Organizations and the Media". Journal of Intelligence History. Quyển 9 số 1–2. doi:10.1080/16161262.2009.10555166.
5. ↑  Mark Landler (ngày 19 tháng 1 năm 2004), MEDIA; Woes at Two Pillars of German Journalism New York Times.
6. ↑  "New trend in Germany: scientific magazines by Die Zeit and Süddeutsche Zeitung". Editors Weblog. ngày 3 tháng 12 năm 2004. Truy cập ngày 5 tháng 10 năm 2013.
7. ↑  "Panama Papers. The secrets of dirty money". tháng 4 năm 2016. Truy cập ngày 3 tháng 4 năm 2016.
8. ↑  "The Substance of What S&P Is Saying Is Quite Right". Spiegel Online. Truy cập ngày 20 tháng 8 năm 2012.
9. ↑  Ruud Koopmans; Barbara Pfetsch (tháng 5 năm 2007). "Towards a Europeanised Public Sphere? Comparing Political Actors and the Media in Germany" (PDF). Oslo: Centre for European Studies. Bản gốc (Report) lưu trữ ngày 19 tháng 12 năm 2014. Truy cập ngày 19 tháng 12 năm 2014.
10. ↑  Juan P. Artero (tháng 2 năm 2015). "Political Parallelism and Media Coalitions in Western Europe" (PDF). Reuters Institute for the Study of Journalism. Bản gốc (Working paper) lưu trữ ngày 16 tháng 4 năm 2015. Truy cập ngày 8 tháng 4 năm 2015.